# Bobby Grich
Robert Anthony Grich (Muskegon, Míchigan, 15 de enero de 1949), más conocido como Bobby Grich, es un exjugador profesional estadounidense de béisbol que se desempeñó en la posición de segunda base en las Grandes Ligas de Béisbol (MLB). Es poseedor de cuatro Guantes de Oro.

## Carrera
Grich jugó como profesional siete temporadas en Baltimore Orioles (1970-1976), después pasó a California Angels, donde jugó diez temporadas (1977-1986), y fue el equipo en el que se retiró.

## Premios
Fue galardonado con el Guante de Oro en cuatro oportunidades (1973, 1974, 1975 y 1976).